# One Battle After Another
One Battle After Another is een aankomende Amerikaanse zwarte komische actiefilm geregisseerd, geschreven en mede geproduceerd door Paul Thomas Anderson. De film is deels gebaseerd op het boek Vineland van Thomas Pynchon.

## Verhaal
De film volgt een groep ex-revolutionairen die weer bij elkaar komen als een kwaadaardige vijand na zestien jaar weer opduikt. De groep moeten samenwerken om de dochter van een van hen te redden.

## Rolverdeling
| acteur            | personage                    |
| ----------------- | ---------------------------- |
| Leonardo DiCaprio | Bob Ferguson                 |
| Sean Penn         | Steven J. Lockjaw            |
| Benicio del Toro  | Sensei Sergio                |
| Regina Hall       | Deandra                      |
| Teyana Taylor     | Perfidia Beverly Hills       |
| Chase Infinity    | Willa Ferguson-Beverly Hills |
| Alana Haim        | n.n.b.                       |
| Wood Harris       | n.n.b.                       |
| Shayna McHayle    | n.n.b.                       |
| D.W. Moffett      | Bill Desmond                 |

## Achtergrond
De film werd geregisseerd en geschreven door Paul Thomas Anderson, voor het schrijven van het scenario liet hij zich inspireren op het boek Vineland uit 1990 van schrijver Thomas Pynchon. Daarnaast was Anderson ook bij de film als producent betrokken, hierbij werd hij ondersteund door producenten Adam Somner en Sara Murphy. De muziek van de film werd gecomponeerd door Jonny Greenwood.
De opnames van de film gingen op 22 januari 2024 van start in Californië, Verenigde Staten. Er werd onder andere gefilmd in Arcata, Cutten, Eureka, Sacramento, Anza-Borrego Desert State Park, Borrego Springs en in El Paso, Texas. Hoofdrollen in de film zijn weggelegd voor onder anderen Leonardo DiCaprio, Sean Penn, Benicio del Toro en Regina Hall.

## Release
Op 20 maart 2025 werd de eerste teaser trailer van de film uitgebracht, deze werd een week later opgevolgd door een volledige trailer. One Battle After Another staat gepland om door distributeur Warner Bros. Pictures op 26 september 2025 in de Verenigde Staten in de bioscopen uitgebracht te worden. Naast het standaardformaat staat de film ook gepland in IMAX uitgebracht te worden.